# White Earth (Dakota del Nord)
White Earth és una població dels Estats Units a l'estat de Dakota del Nord. Segons el cens del 2000 tenia 63 habitants.

## Demografia
Segons el cens del 2000, White Earth tenia 63 habitants, 24 habitatges, i 16 famílies. La densitat de població era de 16,2 hab./km².
Dels 24 habitatges en un 45,8% hi vivien nens de menys de 18 anys, en un 58,3% hi vivien parelles casades, en un 4,2% dones solteres, i en un 33,3% no eren unitats familiars. En el 29,2% dels habitatges hi vivien persones soles el 20,8% de les quals corresponia a persones de 65 anys o més que vivien soles. El nombre mitjà de persones vivint en cada habitatge era de 2,63 i el nombre mitjà de persones que vivien en cada família era de 3,31.
Per edats la població es repartia de la següent manera: un 33,3% tenia menys de 18 anys, un 6,3% entre 18 i 24, un 25,4% entre 25 i 44, un 25,4% de 45 a 60 i un 9,5% 65 anys o més.
L'edat mediana era de 31 anys. Per cada 100 dones de 18 o més anys hi havia 90,9 homes.
La renda mediana per habitatge era de 26.250 $ i la renda mediana per família de 30.000 $. Els homes tenien una renda mediana de 28.750 $ mentre que les dones 18.750 $. La renda per capita de la població era d'11.671 $. Entorn del 10% de les famílies i el 22,2% de la població estaven per davall del llindar de pobresa.

## Poblacions més properes
El següent diagrama mostra les poblacions més properes.